# Lug Gradinski
Lug Gradinski – wieś w Chorwacji, w żupanii virowiticko-podrawskiej, w gminie Gradina. W 2011 roku liczyła 72 mieszkańców.